# Вишневський Борис Миколайович
Борис Миколайович Вишневський (13 червня 1891 або 13 (25) липня 1891 , Шяуляй, Ковенська губернія  — 26 січня 1965 , Чернівці ) — радянський антрополог, археолог, географ і етнограф. Доктор географічних наук, дослідник Російської Америки.

## Біографія
Народився у сім'ї службовця у місті Шавлі Ковенської губернії, дитинство провів у Пермі. Закінчив пермську гімназію.
У 1911 році вступив на природниче відділення фізико-математичного факультету Московського університету. Після закінчення університетського курсу 1916 року з дипломом I ступеня за спеціальністю «Географія та антропологія» був залишений при кафедрі географії для підготовки до професорського звання. Також відомий тим, що, будучи ще студентом, 1913 року зі своїми товаришами студентами-перм'яками організовував у Москві перше Пермське земляцтво. Був учнем Д. Н. Анучина. У 1918 році Вишневський залишив Москву і став займатися наукою та викладати у містах Надволжя. До 1919 року викладав у Костромському університеті, потім переїхав до Казані, де став професором Північно-Східного археологічного та етнографічного інституту та Казанського університету. У роки голоду був включений серед інших професорів до списку нужденних і отримував продовольчу допомогу місії Нансена (Міжнародного комітету допомоги Росії).
У 1923 році обійняв посаду вченого зберігача Музею антропології та етнографії (МАЕ) АН СРСР, пізніше очолив новостворений відділ антропології. У 1927 році при МАЕ з ініціативи Вишневського було створено Бюро з антропологічного вивчення груп крові народів СРСР і організовано перші експедиційні збори цих даних у Чувашії, Середній Азії, Білорусі.
Працював також секретарем Анатомо-антропологічного товариства і співробітником комісії з вивчення племінного складу населення Росії (КВПС). У 1926 році працював в експедиції ЯІ в Чуваській АО, очолював антропологічну секцію Середньоазіатської експедиції КВПС.
Одночасно розпочав викладацьку діяльність у Петрограді. Викладав у Ленінградському інституті живих східних мов ім. Єнукідзе, Ленінградському педінституті ім. О. І. Герцена (з 1927 року), у 1929 році став професором Ленінградського державного університету. Він став одним із перших радянських учених, які почали викладати і популяризувати антропологію.
У цей же час Вишневський долучився до розвитку краєзнавчого руху, був постійним автором і рецензентом журналу «Краєзнавство».
У 1937 році збирався виступити на конференції з найдавнішої людини в США з доповіддю з антропології тунгусів, за якою він готував монографію. Академік А. М. Деборін відмовив йому в участі на конференції, оскільки висловив сумнів у відданості Вишневського радянській владі. Була й інша критика з боку колег за те, що Вишневський «пропагував у своїх роботах і виступах погляди буржуазних учених».
У 1935 році захистив дисертацію і здобув ступінь доктора географічних наук.
14 вересня 1937 року Вишневський був заарештований. Засуджений ВЗГ при НКВС СРСР 8 травня 1938 року за політичною статтею (стаття 58-10, 11 КК РРФСР) до 8 років виправно-трудових робіт, які відбував у Севвостлазі (Далекосхідний край, Магадан, 2-й ліспромгосп). Також він був позбавлений диплома доктора географічних наук, який знову відновив у 1949 році.
У 1946 році вийшов із табору і зміг відновити навчальну і наукову діяльність, хоча йому був заборонений в'їзд до Москви, Ленінграда і деяких інших великих міст. Жив у Марійській АРСР, потім у м. Кунгур Молотовської області, викладав у Марійському (м. Йошкар-Ола), Борисоглібськомута Пермському педінститутах, Молотовському університеті. Став членом-засновником і головою Марійської філії Всесоюзного географічного товариства, у роботі якого брав і в наступні роки активну участь, а також у виданні «Известий» товариства. Тоді ж організував у м. Йошкар-Олі складання збірки «Природа Марійської АРСР», для якої написав низку розділів.
Після повної реабілітації 1954 року вступив професором у Пермський педагогічний інститут. З 1955 року став професором кафедри фізичної географії Пермського університету.
Намагався поновитися на роботі в АН СРСР і навіть домігся розпорядження Президії АН СРСР про поновлення на посаді старшого наукового співробітника в Інституті етнографії АН СРСР, але працювати так і не зміг.
1961 року через конфлікт із колегами і завідувачем кафедри Вишневський залишив Пермський інститут і очолив кафедру економічної географії в Чернівецькому університеті, де вів експедиційні дослідження і займався пропагандою наукових знань.

## Праці
Крім того, що під час наукових пошуків Вишневський багато займався музейною та архівною діяльністю, він також поповнював науковий матеріал у польових дослідженнях. Брав участь в експедиціях з вивчення населення і географії Західного Уралу, Пермської губернії (1914—1917), Середнього Поволжя (1920—1922), Середньої Азії (1925), Білоруського Полісся (1933), Марійської АРСР (1947—1948) та інших регіонів.
1959 року Вишневський виявив у Пермському архіві неопублікований опис «Креслення землі Сибірської» Семена Ремезова, а в Петербурзі — його картографічні праці.
Б. М. Вишневський — автор понад 150 наукових праць, зокрема 10 монографій і брошур. Зробив значний внесок у вивчення історії Прикам'я, йому належать численні етнографічні праці. Деякі його статті та книги:
- Антропологические данные о населении Пермского уезда. Перм, 1916.
- Иньвенские пермяки. Перм, 1917.
- К антропологии древнего населения Восточного Туркестана // КМВ. 1921. № 1/2. С. 88-102.
- Музеи Пермского края и местное краеведение // Казанский музейный вестник. Казань, 1922. № 2.
- Памяти Д. Н. Анучина // Краеведение. 1923. № 2. С. 89-92.
- Литература по краеведению // Краеведение. 1923. № 2. С. 192—198.
- Осборн, Генри Ф. Человек древнего каменного века. Среда, жизнь, искусство / Пер. с англ. яз. под ред. и с доп. антрополога АН Б. Н. Вишневского, с прил. статьи «Доисторический человек в России». Л., 1924.
- Новейшие открытия в Египте // Наука и техника. 1924. № 18 (62). С. 10-11.
- Новый способ расовой диагностики в применении к чувашам // Доклады АН СССР, серия А, октябрь. Л., 1925. С. 127—130.
- Человек как производительная сила. Л., 1925.
- Человечество в доисторические времена // Наука и техника. 1925. № 18 (110). С. 3-4.
- Некоторые задачи антропологии в Пермском крае в связи с краеведением // Пермский краеведческий сборник. Перм, 1926. Вип.2.
- Неандерталец в Галилее // Природа. 1926. № 1/2. С. 112.
- Археологические открытия Третьей Монгольской экспедиции // НВ. 1926. № 12. С. 345—346.
- Первобытный человек. Л., 1926.
- Естественная история человека: (Очерк ист. развития антропологии). Л., 1928.
- Материалы для изучения групп крови у народов СССР // Доклады АН СССР. Л., 1928. № 5.
- Антропологическое изучение чуваш. К отчёту по исследованиям 1927 года // Чувашская республика. Сборник 1. Предварительные итоги работ Чувашской экспедиции Академии наук СССР по исследованиям 1927 г. / Материалы комиссии экспедиционных исследований. Л., 1929. Вип. 10. Серія чуваська.
- Антропологический отдел: Кр. путеводитель. Л., 1931.
- Анатомические коллекции Кунсткамеры: Путеводитель по выставке. Л., 1934 (спіл. з Є. В. Жировим).
- Палеоантропологическая находка близ Эривани // СЭ. 1934. № 5. С. 40-47.
- Происхождение человека: Путеводитель по антроп. коллекциям вводного отдела. М.; Л., 1937.
- Этногония буртасов // Изв. ВГО. 1948. Т. 80, вип. 2. С. 183—184.
- Древнейший человек на Лене // Природа. 1948. № 4. С. 85.
- Разоблачение эоантропа // Природа. 1956. № 12. С. 106—109.
- Из прошлого Перми // Звезда. 1957. 6 жов.
- Путешественник Кирилл Хлебников. Перм, 1957.
- Следы угров на Западном Урале // Учен. зап. Перм. ун-та. 1960. Т. 12, вип.1.
- Географ-краевед И. Я. Кривощёков. Перм, 1961.